# Als het weer lente is
Als het weer lente is is een nummer van Lize Marke. Het was tevens het nummer waarmee ze België vertegenwoordigde op het Eurovisiesongfestival 1965 in de Italiaanse stad Napels. Daar werd ze uiteindelijk troosteloos laatste, zonder punten. Duitsland, Finland en Spanje deelden haar lot. Het was de tweede en tot nu toe laatste keer in de geschiedenis dat België geen enkel punt in de wacht kon slepen op het Eurovisiesongfestival.

## Resultaat
| Plaats | Land           | Artiest            | Lied                   | Punten |
| ------ | -------------- | ------------------ | ---------------------- | ------ |
| 13     | Noorwegen      | Kirsti Sparboe     | Karusell               | 1      |
| 13     | Portugal       | Simone de Oliveira | Sol de inverno         | 1      |
| 15     | België         | Lize Marke         | Als het weer lente is  | 0      |
| 15     | Finland        | Viktor Klimenko    | Aurinko laskee länteen | 0      |
| 15     | Spanje         | Conchita Bautista  | ¡Qué bueno, qué bueno! | 0      |
| 15     | West-Duitsland | Ulla Wiesner       | Paradies, wo bist du?  | 0      |